# Phyllomacromia sylvatica
Phyllomacromia sylvatica – gatunek ważki z rodziny Macromiidae.